# Pterinea
Pterinea is een monotypisch geslacht van uitgestorven tweekleppigen.

## Beschrijving
Deze tweekleppige had twee ongelijke kleppen zonder symmetrie, met een brede slotrand, die tot in de oren doorliep. De kleppen waren versierd met fijne, concentrische lijnen. De lengte van de schelp bedraagt circa 3,75 centimeter.